# Heidbach (Albula)
Der Heidbach (rätoromanisch: Rain digl Lai) ist ein rund elf Kilometer langer rechter Zufluss der Albula im Kanton Graubünden. Er entwässert die Umgebung des Ferienorts Lenzerheide und durchquert einen Abschnitt des UNESCO-Welterbegebiets «Rätische Bahn in der Kulturlandschaft Albula/Bernina».

## Geographie

### Verlauf
Der Heidbach fliesst auf seinem ganzen Lauf im Gebiet der Gemeinde Vaz/Obervaz. Auf einer kurzen Strecke bildet er die Grenze zur Gemeinde Lantsch/Lenz. Der Bach entsteht aus zahlreichen Quellbächen, die von den Bergflanken des Stätzerhorns im Westen und des Aroser Rothorns im Osten zum weiten, flachen Bergsattel bei Valbella hinunterfliessen und sich im Heidsee, der auf Rätoromanisch Igl Lai heisst, auf 1484 m ü. M. sammeln. Das Einzugsgebiet des Heidbachs beginnt im Norden an der Wasserscheide von Valbella mit dem Passübergang der Hauptstrasse 3. Jenseits  des Passes liegt das Einzugsgebiet des Landwassers (rätoromanisch: Rabiosa), das das Churwaldnertal nach Norden entwässert.
In der Umgebung des Heidsees liegen Wälder, Feuchtgebiete und grosse Moorflächen, die im Bundesinventar der Flachmoore von nationaler Bedeutung verzeichnet sind. Der ursprünglich deutlich kleinere natürliche See wurde als Tourismusattraktion und später als Wasserspeicher für die Energiegewinnung stark vergrössert. Er besteht heute aus zwei durch Staudämme gebildete Becken.
Südlich des Sees durchquert der Heidbach, ein Stück weit eingedolt, die Ortschaft Lenzerheide, wo er wieder mehrere Seitenbäche aufnimmt, so von Osten die Aua da Sanaspans (deutsch: «Sanaspansbach»), die oberhalb der Alp Sanaspans entspringt, und von rechts den La-Pala-Bach. Etwa 600 Meter weiter unten liegt am Heidbach die Wasserfassung für den eingedolten Kanal des Heidseewerks, durch welchen das Bachwasser abgeleitet und zum Kraftwerk Solis transportiert wird. Im weiteren Verlauf führt der Heidbach deshalb oft nur noch eine geringe Restwassermenge. Der Bach fliesst in einem tiefen, engen Tobel steil zur Schinschlucht hinunter. Er passiert tief in den Berghang eingeschnitten die Ortschaft Zorten und die Burgstelle Nivagl und mündet unterhalb der Solisbrücken in die Albula.

### Einzugsgebiet
Das 43,69 km² grosse Einzugsgebiet des Heidbachs liegt in den Rätischen Alpen und wird durch ihn über die Albula, den Hinterrhein und den Rhein zur Nordsee entwässert.
Es besteht zu 33,6 % aus bestockter Fläche, zu 37,4 % aus Landwirtschaftsfläche, zu 7,2 % aus Siedlungsfläche und zu 21,8 % aus unproduktiven Flächen.
Die Flächenverteilung
Die mittlere Höhe des Einzugsgebietes beträgt 1850,3 m ü. M. Der höchste Punkt im Einzugsgebiet ist das Aroser Rothorn (2980 m ü. M.). Die Mündung in die Albula liegt auf 760 m ü. M.

### Zuflüsse
- Aua da Sanaspans (links), 3,3 km, 8,38 km²
- La Pala Bach (rechts), 3,0 km, 4,21 km², 140 l/s
- Bova Gronda Bach (links), 3,1 km, 1,91 km²

## Hydrologie
Bei der Mündung des Heidbachs in die Albula beträgt seine modellierte mittlere Abflussmenge (MQ) 1,40 m³/s. Sein Abflussregimetyp ist nival alpin, und seine Abflussvariabilität beträgt 18.

## Brücken
Den meist in unzugänglichem Schluchtgebiet liegenden Bach überspannen unterhalb von Lenzerheide nur vier Brücken.